# 卢瓦河畔圣莫尔
卢瓦河畔圣莫尔（法語：Saint-Maur-sur-le-Loir，法語發音：[sɛ̃ mɔʁ syʁ lə lwaʁ]）是法国厄尔-卢瓦省的一个市镇，属于沙托丹区。

## 地理
卢瓦河畔圣莫尔（48°9'9"N, 1°25'8"E）面积16.54 平方千米，位于法国中央-卢瓦尔河谷大区厄尔-卢瓦省，该省份为法国北部内陆省份，北起顺时针与厄尔省、伊夫林省、埃松省、卢瓦雷省、卢瓦-谢尔省、萨尔特省和奧恩省接壤。
与卢瓦河畔圣莫尔接壤的市镇（或旧市镇、城区）包括：当西、弗拉塞、圣克里斯托夫、莫莱昂。
卢瓦河畔圣莫尔的时区为UTC+01:00、UTC+02:00（夏令时）。

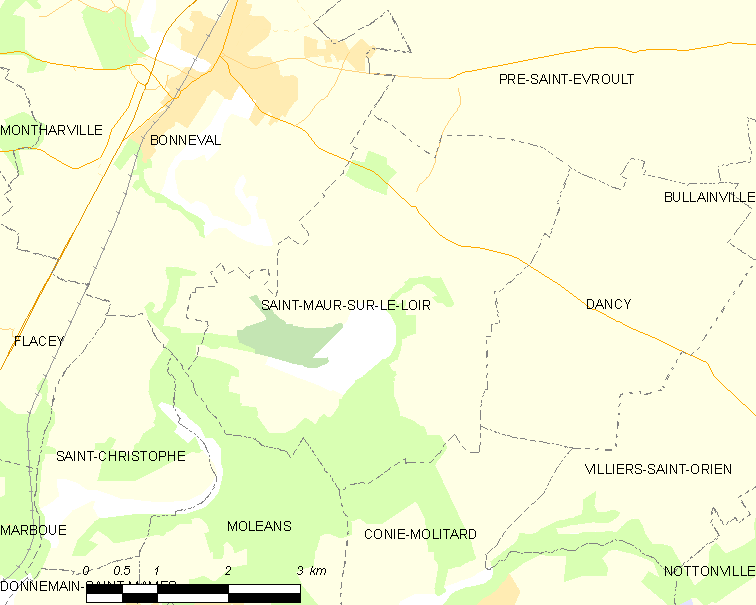
卢瓦河畔圣莫尔的OSM定位图

## 行政
卢瓦河畔圣莫尔的邮政编码为28800，INSEE市镇编码为28353。

## 政治
卢瓦河畔圣莫尔所属的省级选区为沙托丹县。

## 人口

1962-2008年间卢瓦河畔圣莫尔人口变化图示

卢瓦河畔圣莫尔于2022年1月1日时的人口数量为405人。